# Agrotis haruspex
Agrotis haruspex là một loài bướm đêm trong họ Noctuidae.